# ワン・マン・バンド
『ワン・マン・バンド』（原題：One Man Band）は、ピクサー・アニメーション・スタジオによって製作された短編アニメーション映画。2006年に『カーズ』と同時上映された。

## あらすじ
少女ティッピーが持つ1枚のコインを巡る、2人のストリートミュージシャンベースとトレブルの演奏合戦が描かれている。